# Kurílovka (Kursk)
Kurílovka (en ruso: Куриловка) es un pueblo ruso perteneciente al óblast de Kursk. Situado en el suroeste del país, forma parte del distrito de Sudzha.
El pueblo se encuentra ocupada por Ucrania desde el 7 de agosto de 2024, en el marco de la Incursión ucraniana en el óblast de Kursk de agosto de 2024. 

## Toponimia
Otro nombre de importancia local es Kurílivka (en ucraniano: Курилівка).

## Geografía
Kurílovka está situado a orillas del río Sudzha, 5 km al sur de Sudzha y 92 km al suroeste de Kursk. También se encuentra a 7 km de la frontera ruso-ucraniana.  

## Historia
El 6 de agosto de 2024, el pueblo fue escenario de una incursión en la óblast de Kursk de las Fuerzas Armadas de Ucrania en el transcurso de la guerra ruso-ucraniana.El 15 de agosto, el gobierno ucraniano anunció la formación de una administración militar para brindar ayuda humanitaria a los civiles y mantener la ley y el orden, donde se integró a Kurílovka.

## Demografía
La evolución demográfica de Kurílovka entre 2002 y 2021 fue la siguiente:
| 116                            | 77 | 68 |
| (Fuente: Population of Russia) |    |    |